# Brazo de la Palma
Brazo de la Palma är en ort i Mexiko.   Den ligger i kommunen Angel R. Cabada och delstaten Veracruz, i den sydöstra delen av landet, 400 km öster om huvudstaden Mexico City. Brazo de la Palma ligger 43 meter över havet och antalet invånare är 505.
Terrängen runt Brazo de la Palma är platt åt nordväst, men åt sydost är den kuperad. Runt Brazo de la Palma är det ganska tätbefolkat, med 96 invånare per kvadratkilometer. Närmaste större samhälle är Angel R. Cabadas, 6,0 km sydväst om Brazo de la Palma. Omgivningarna runt Brazo de la Palma är en mosaik av jordbruksmark och naturlig växtlighet.